# ボブ・アクリ
ボブ・アクリ（Bob Acri、1918年10月1日 - 2013年7月25日）は、アメリカ合衆国のジャズ・ピアニストである。イリノイ州シカゴのオースティン高校卒。在学中にデイヴ・ギャロウェイ（英語版）のラジオ番組でNBCオーケストラのメンバーとして、音楽家生活の第一歩を踏み出した。元々はルドルフ・ガンツやフレッド・ユーイングとともにクラシック・ピアノを学んだ。また作曲をカレル・ボレスラフ・イラークやボブ・ロッソ（英語版）に師事した。
アクリはNBCやABCのラジオ・オーケストラの一員として演奏する一方、シカゴのナイトクラブ「Mister Kelly's」（英語版）のハウス・バンドで演奏を行った。またハリー・ジェイムス、レナ・ホーン、マイク・ダグラス、エラ・フィッツジェラルド、バーブラ・ストライサンド、バディ・リッチ、ウディ・ハーマンのコンサート・ツアーに参加した。70歳を過ぎてからルーズベルト大学（英語版）より、学位を授けられている。コンチネンタル・プラザ・ホテルのバンドマスターとしてそのキャリアを終えた。
アクリは2001年と2004年にソロ・アルバムをリリースした。2004年のソロ・アルバム『ボブ・アクリ』の収録曲である「Sleep Away」は、Microsoft Windows 7のサンプル曲として収録され、大きな話題となった。

## ディスコグラフィ

### アルバム
- Timeless – The Music Of Bob Acri (2001年)
- 『ボブ・アクリ』 - Bob Acri (2004年) ※with ジョージ・ムラーツ、エド・シグペン、ルー・ソロフ、フランク・ウェス、ダイアン・デリン